# Chinampas (Jalisco)
Chinampas es una localidad del estado mexicano de Jalisco. Es parte del municipio de Ojuelos de Jalisco.

## Toponimia
El nombre «Chinampas» proviene del náhuatl chinamitl. Su significado es «En el cercado de cañas».

## Demografía
| Gráfica de evolución demográfica |
|                                  |

| Censo | Población |
| ----- | --------- |
| 1900  | 957       |
| 1910  | 1 278     |
| 1921  | 446       |
| 1930  | 763       |
| 1940  | 857       |
| 1950  | 797       |
| 1960  | 1 138     |
| 1970  | 1 229     |
| 1980  | 1 427     |
| 1990  | 1 552     |
| 2000  | 1 810     |
| 2010  | 1 881     |
| 2020  | 1 928     |